# 애플 A5X
애플 A5X(영어: Apple A5X)은 애플이 설계한 32비트 시스템 온 칩(SoC)이다. 2012년 3월 7일 아이패드 3세대에 채용할 것이라고 발표되었다. 애플은 A5에 비해 그래픽 성능이 두 배라고 밝혔다.

## 채용 제품
- 아이패드 3세대

## 같이 보기
- 애플 실리콘